# Antonio de Ceballos
Antonio de Ceballos (c. 1568 - 1603) fue un militar español que llegó a maestre de campo de los tercios.

## Biografía
Se tienen pocas noticias de él, sobre todo de su infancia. Se cree que nació en Perpiñán en el año de 1568, aunque es una fecha no del todo asegurada, de un origen supuestamente humilde. Las primeras noticias las tenemos en 1587, cuando se alistó como soldado en una compañía formado por 164 catalanes de procedencias diferentes (Rosellón, Cadaqués y Barcelona), esta compañía, al mando del capitán Diego de la Guerra, formaba parte del tercio de Luis Queralt. Más tarde, Antonio de Ceballos es trasladado al tercio de Juan del Águila y lo encontramos sirviendo en Flandes en el sitio de la Esclusa. Un capitán del tercio, el capitán Torralba, decide trasladar al joven Ceballos a su compañía y es en esta compañía con la que Ceballos se distingue en el sitio. Consigue ser alférez de la compañía y cuando Alejandro Farnesio nombra al capitán Torralba sargento mayor del tercio, Torralba escoge a Ceballos como su ayudante en 1590. En 1593, es capitán de una compañía de arcabuceros, poco después es nombrado sargento mayor y en 1603 es nombrado maestre de campo de tercio, pero Antonio de Ceballos sufrió una herida de bala pocos días después de ser nombrado y lo mató.
Antonio de Ceballos es el ejemplo del soldado pobre que consigue, a través del valor y la valentía escalar los escalafones militares hasta llegar a lo más alto.